# Xiumin
Dans ce nom coréen, le nom de famille, Kim, précède le nom personnel.
Pour les articles homonymes, voir Kim.
Kim Min-seok (né le 26 mars 1990), mieux connu sous son nom de scène Xiumin , est un chanteur, danseur et acteur sud-coréen. Il fait partie du boys band sud-coréeno-chinois EXO.

## Biographie

### Jeunesse
Xiumin est né à Guri, dans la province du Gyeonggi en Corée du Sud le 26 mars 1990. Il a étudié à la Catholic Kwandong University où il a fait une présentation pour des étudiants en Musique appliquée. Xiumin est allé dans le même lycée que Dongwoo d'Infinite.
Xiumin a appris les arts martiaux et est ceinture noire en kendō et en taekwondo. Il est également entraîné au Wushu et à l'escrime. Il est également connu comme un fan avide de football, et est un ambassadeur honoraire de l'Association de football de la Corée.
En 2008, alors âgé de 18 ans, Xiumin est recruté par SM Entertainment après avoir gagné la seconde place du concours S.M. Everysing Contest. Avant la participation de Xiumin à ce concours, il avait auditionné pour JYP Entertainment la même année mais a été rejeté.

### 2012-2013: Début de carrière
Il fut le septième membre d'EXO à faire une vidéo teaser avec Kai le 26 janvier 2012.
En 2013, Xiumin a fait une apparition aux côtés de l'actrice Kim Yoo-jung dans le clip de la chanson Gone interprétée par la chanteuse Jin, maintenant membre du groupe Lovelyz.

### 2015-2018: Carrière d'acteur et EXO-CBX

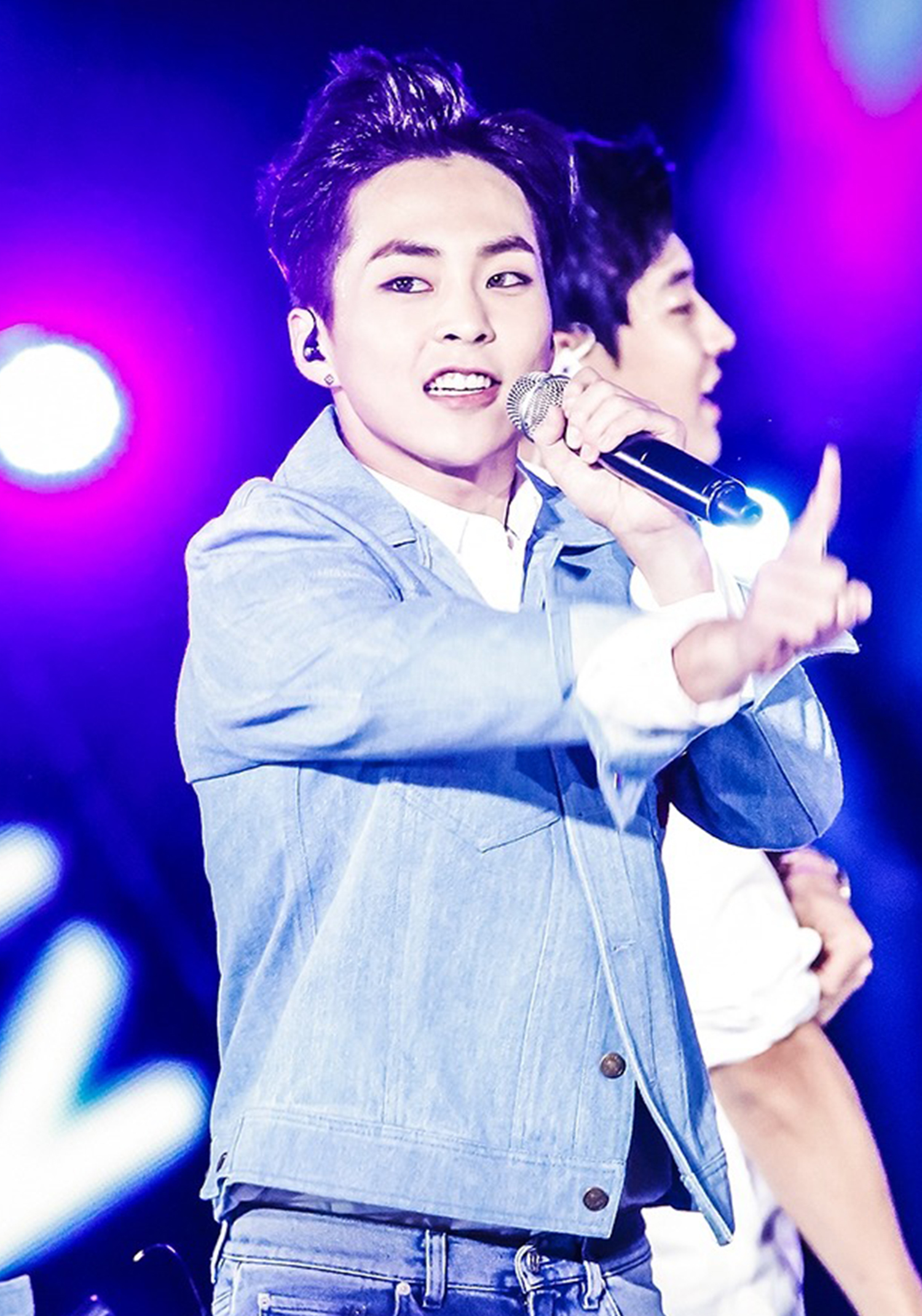
Xiumin sur scène en 2018.

En janvier 2015, Xiumin a fait ses débuts dans la comédie musicale en jouant dans la pièce de SM Entertainment School OZ, où il incarnait le personnage d'Aquila avec ses collègues de label Changmin, Key, Luna, Suho et Seulgi. En mai 2015, il a été annoncé qu'il jouerait un second rôle auprès de l'acteur Yoo Seung-ho dans le film sud-coréen Seon-dal : L'Homme qui vendit la rivière, dont la date de sortie est prévue courant juin 2016. En octobre 2015, Xiumin a joué le rôle principal aux côtés de l'actrice Kim So-eun dans le web-drama Falling for Challenge et a composé sa bande-son You Are The One. Le drama est devenu le web-drama le plus regardé en Corée du Sud en 2015.
En février 2016, Xiumin a participé à l'album solo de Jimin du groupe AOA et était dans le clip du morceau Call You Bae,.
En octobre 2016, SM Entertainment a annoncé qu'avec Chen et Baekhyun, Xiumin débutera dans le premier sous-groupe officiel d'EXO : EXO-CBX. Ils apparaissent pour la première fois en tant que sous-groupe le 23 octobre au Busan One Asia Festival pour l'interprétation du titre For You (chanson extraite du drama Moon Lovers: Scarlet Heart Ryeo de la chaîne SBS). Leur premier mini-album Hey Mama! est sorti le 31 octobre. Le 7 juillet, il a collaboré avec Mark de NCT pour le dernier titre de la seconde saison du projet SM Station, intitulé Young & Free. En août, il a participé à la nouvelle émission de téléréalité de la chaîne MBC It's Dangerous Beyond The Blankets.
Le 22 août 2018, son solo Beyond (en collaboration avec Beat Burger), interprété lors des dernières dates de la tournée « EℓyXiOn », a fait l'objet d'un clip qui a été mise en ligne par son agence sur YouTube.

### Depuis 2019: Enrôlement pour le service militaire et début solo
Le 9 avril 2019, SM Entertainment a confirmé que le chanteur entamerait son service militaire le 7 mai prochain. Il a dévoilé un solo en guise de cadeau pour ses fans pour son départ. Intitulé You, le single est sorti le 9 mai dans le cadre du projet SM Station. 
La même année, il a été annoncé que Xiumin jouerait dans une comédie musicale militaire intitulée Return: The Promise of That Day aux côtés d'Onew (SHINee), de Yoon Ji-sung (ex-membre de Wanna One), de N (VIXX), de Jo Kwon, de Kim Sung-kyu et Lee Sung-yeol, ainsi que de l'acteur Kim Min-seok. Les représentations ont eu lieu entre le 22 octobre et le 1er décembre au Olympic Park Woori Art Hall à Séoul,. Il a achevé son service militaire le 6 décembre 2020.
Le 14 mai 2021, la société de production S&Co. a confirmé la présence du chanteur dans l'adaptation coréenne de la comédie musicale Hadestown, et dans laquelle il y jouera le rôle d'Orpheus. Les représentations débuteront en août au LG Arts Center à Gangnam, une première en Corée du Sud.
Le 18 août 2022, les médias sud-coréens ont annoncé que Xiumin sortirait sont tout premier mini-album solo en septembre. Plus tard, SM Entertainment a confirmé l'information. Le 4 septembre, l'agence a dévoilé via une première image teaser, que le chanteur ferait ses débuts en solo le 26 septembre avec un premier mini-album intitulé Brand New.
Le 14 septembre, le média sud-coréen JTBC News a annoncé que le chanteur jouerait le rôle principal dans un nouveau drama intitulé Sajangdol Mart. Les affirmations ont ensuite été confirmées par SM Entertainment dans leur réponse via XSportsNews plus tard dans la journée. Ce drama marquera le premier retour de Xiumin sur le petit écran en 7 ans depuis le drama Falling for Challenge sorti en 2015.

## Discographie

### Mini-album (EP)
| Titre     | Détails |
| --------- | --- |
| Brand New | - Date de sortie : 26 septembre 2022 - Label : SM Entertainment - Formats : CD, téléchargement numérique, streaming |

### Chansons
| Année                                                                                  | Titre                           | Meilleure position | Meilleure position | Ventes (téléchargement) | Album                     |
| Année                                                                                  | Titre                           | KOR Gaon           | CHN Baidu          | Ventes (téléchargement) | Album                     |
| -------------------------------------------------------------------------------------- | ------------------------------- | ------------------ | ------------------ | ----------------------- | ------------------------- |
| 2015                                                                                   | You Are The One                 | 62                 | 2                  |                         | Falling for Challenge OST |
| 2016                                                                                   | Call You Bae (Jimin ft. Xiumin) | 5                  | —                  | - COR: 482,376+         |                           |
| « — » signifie que le morceau n'a pas été classé ou n'est pas sorti dans cette région. |                                 |                    |                    |                         |                           |

## Filmographie

### Films
| Année | Titre                                    | Rôle    | Notes       |
| ----- | ---------------------------------------- | ------- | ----------- |
| 2016  | Seon-dal : L'Homme qui vendit la rivière | Gyeon-i | Second rôle |

### Dramas
| Année | Titre                 | Chaîne        | Rôle        | Notes                                  |
| ----- | --------------------- | ------------- | ----------- | -------------------------------------- |
| 2015  | EXO Next Door         | Naver TV Cast | Xiumin      | Récurrent; version fictive de lui-même |
| 2015  | Falling for Challenge | Naver TV Cast | Na Do-jeon  | Rôle principal                         |
| 2023  | President Idol Mart   |               | Shin Tae-ho | Rôle principal                         |

### Documentaire
| Année | Titre            | Chaîne      | Notes               |
| ----- | ---------------- | ----------- | ------------------- |
| 2017  | Korea From Above | Mountain TV | Narration avec Suho |

### Comédies musicales
| Année     | Titre                          | Rôle     | Notes          |
| --------- | ------------------------------ | -------- | -------------- |
| 2015      | School OZ                      | Aquila   | Second rôle    |
| 2019      | Return: The Promise of the Day | Seung-ho | Rôle principal |
| 2021-2022 | Hadestown                      | Orpheus  | Rôle principal |

### Emissions télévisées
| Année | Titre                              | Chaîne         | Rôle                   | Notes                                        |
| ----- | ---------------------------------- | -------------- | ---------------------- | -------------------------------------------- |
| 2013  | Star King                          | SBS            | Invité                 | Épisodes 323, 324 et 326                     |
| 2013  | Beatles Code 2                     | Mnet           | Invité                 | Épisode 68                                   |
| 2013  | Running Man                        | SBS            | Invité                 | Épisodes 171 et 172                          |
| 2013  | Immortal Songs 2                   | KBS            | Invité                 | Épisodes 116, 118 et 119                     |
| 2013  | Idol Star Olympics Championships   | MBC            | Participant            |                                              |
| 2013  | Show! Music Core                   | MBC            | Présentateur invité    |                                              |
| 2013  | Show Champion                      | MBC Music      | Présentateur invité    |                                              |
| 2014  | Idol Star Olympics Championships   | MBC            | Participant            |                                              |
| 2014  | Show! Music Core                   | MBC            | Présentateur invité    |                                              |
| 2014  | The Generation Show                | Shenzhen TV    | Invité                 |                                              |
| 2015  | Guerilla Date                      | KBS            | Invité                 |                                              |
| 2015  | Crime Scene 2                      | JTBC           | Invité                 | Épisodes 5-7                                 |
| 2015  | The Mickey Mouse Club              | Disney Channel | Invité spécial         | Épisodes 5 et 6                              |
| 2015  | SBS Gayo Daejeon                   | SBS            | Présentateur invité    |                                              |
| 2016  | Idol Star Athletics Championships  | MBC            | Participant            | Futsal                                       |
| 2016  | Fantastic Duo                      | SBS            | Invité                 | Épisodes 3 et 4                              |
| 2016  | Travel without Manager             | Cookat TV      | Présentateur principal | Épisodes 1-8                                 |
| 2016  | Section TV                         | MBC            | Invité                 | avec Yoo Seung-ho, Cho Jae-hyun et Ra Mi-ran |
| 2017  | It’s Dangerous Beyond The Blankets | MBC            | Participant            |                                              |

### Apparitions dans des clips
| Année | Titre                  | Artiste          |
| ----- | ---------------------- | ---------------- |
| 2013  | Gone                   | Jin              |
| 2014  | A Glass of Soju remake | Lim Chang-jung   |
| 2015  | You Are the One        | Xiumin           |
| 2016  | Call You Bae           | Xiumin ft. Jimin |
| 2017  | Young & Free           | Xiumin ft. Mark  |
| 2018  | Beyond                 | Xiumin           |
| 2019  | You                    | Xiumin           |
| 2022  | Brand New              | Xiumin           |

## Récompenses et nominations
| Année | Titre                   | Catégorie               | Travail nommé         | Résultat |
| ----- | ----------------------- | ----------------------- | --------------------- | -------- |
| 2015  | 4e APAN Star Awards     | Award for SNS Web Drama | Falling for Challenge | Lauréat  |
| 2017  | Click! Star Wars Awards | Popularity              |                       | Lauréat  |